# Jakob von Hartmann

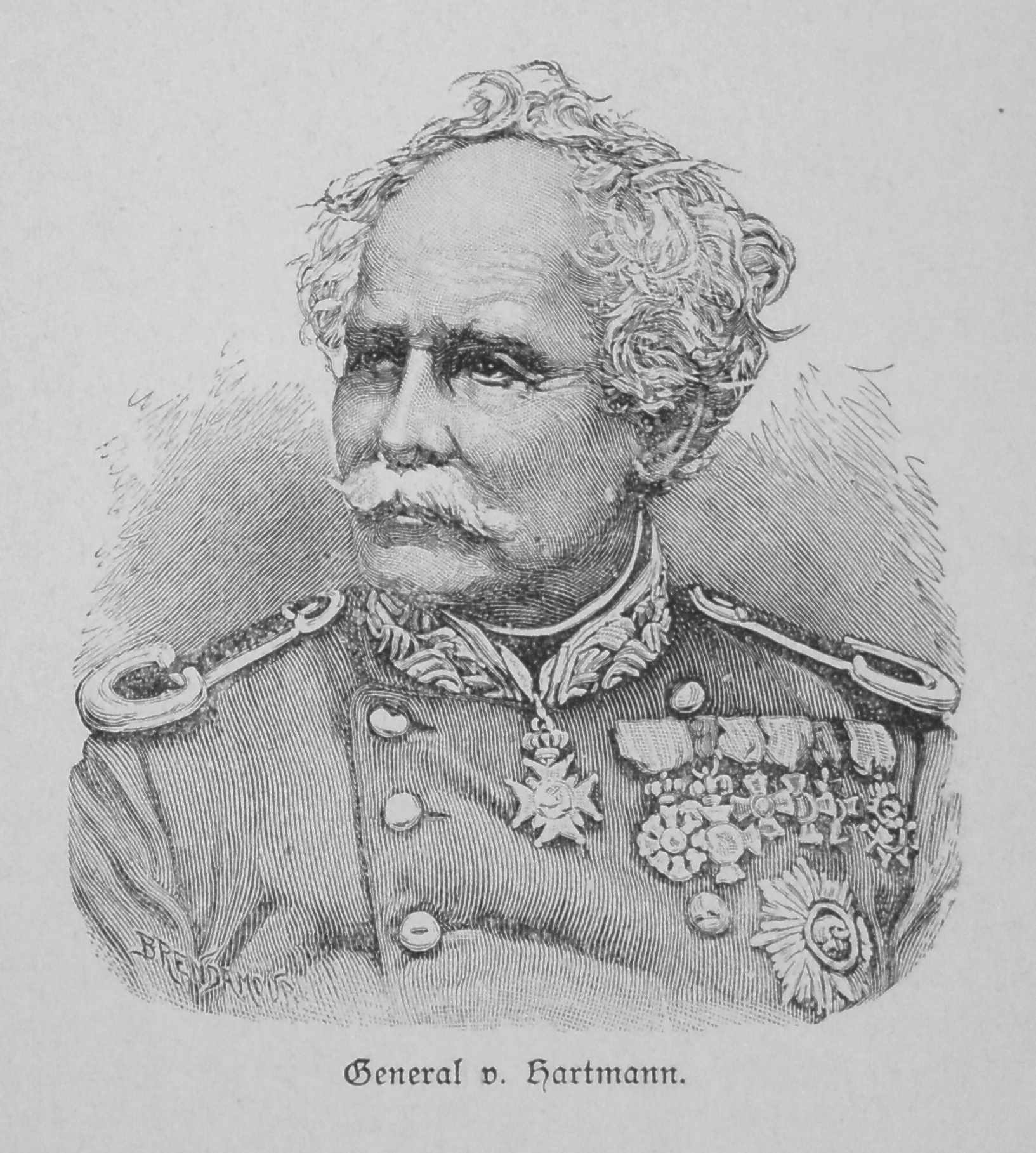
Jakob von Hartmann

Jakob Michael Karl Hartmann, ab 1843 Ritter von Hartmann und ab 1871 Freiherr von Hartmann (* 4. Februar 1795 in Maikammer; † 23. Februar 1873 in Würzburg), war ein bayerischer General der Infanterie. Er hatte wesentlichen Anteil an den bayerischen Siegen im Deutsch-Französischen-Krieg.

## Leben
Jakob war ein Sohn des Winzers Georg Hartmann und dessen Gattin Barbara, geborene Geither. Sein Onkel mütterlicherseits, der französische General Michael Geither, bereitete ihn für eine militärische Laufbahn vor. Infolgedessen trat er am 23. Oktober 1804 als Infanterist in das französische 15. leichte Infanterie-Regiment ein. Am 15. Oktober 1806 zum 1. Infanterie-Regiment des Großherzogs von Berg versetzt absolvierte er bis 1811 in den französischen Militärlehranstalten zu Bonn und Saint-Cyr, so dass er am 20. Juli 1811 zum Sous-lieutenant befördert in dem Infanterie-Regiment, in dem er am 17. Dezember 1811 bereits zum Lieutenant befördert wurde, seinen Dienst antreten konnte. Nach Entwaffnung der Truppen des Rheinischen Bundes wurde er zum französischen 27e régiment d’infanterie versetzt. Nach den Kämpfen 1814 und 1815 wurde er für die Ehrenlegion vorgeschlagen.
Am 20. Februar 1816 wurde Hartmann auf eigenen Wunsch aus den französischen Diensten entlassen und am 13. Juli 1816 als Oberleutnant in das 10. Linien-Infanterie-Regiment „Junker“ der Bayerischen Armee übernommen und 1818 zum Topographischen Büro kommandiert. Hartmann übernahm die am 1. Juni 1822 neu aufgestellte Pionierkompanie, welche dem Generalquartiermeisterstab unterstand. Seine Versetzung in den Generalquartiermeisterstab erfolgte am 27. Mai 1827. Am 1. April 1827 wurde Hartmann in das Kriegsministerium nach München kommandiert und stieg bis Ende November 1838 zum Major auf.

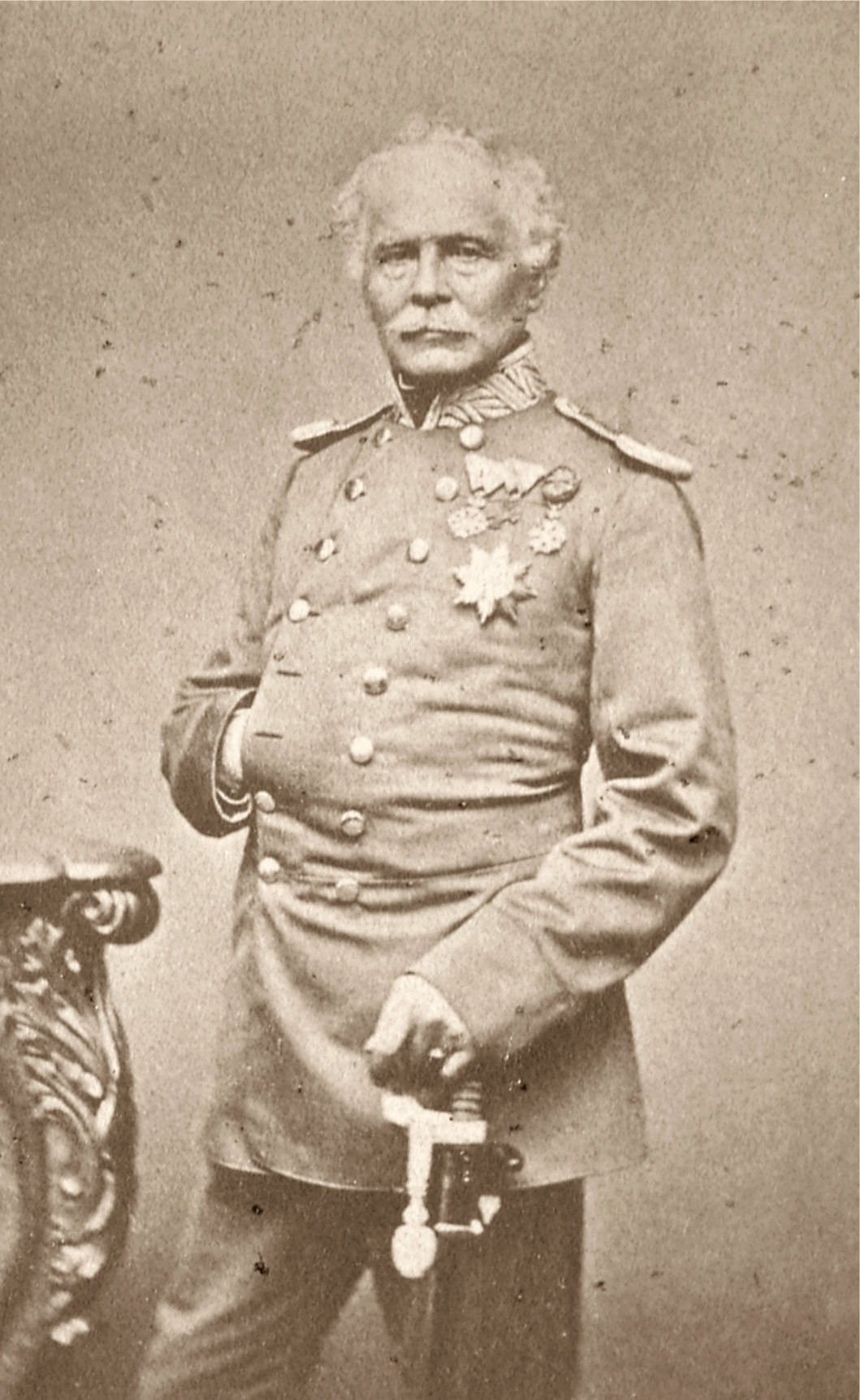
Fotografie des Generals

Am 6. Oktober 1842 zum Adjutanten des Kronprinzen Maximilian von Bayern ernannt, wurde er am 18. Dezember 1843 bei der Ritterklasse der Bayerischen Adelsmatrikel eingetragen und am 18. Oktober 1844 zum Oberstleutnant befördert. 1846 wurde er zudem mit dem Ritterkreuz der französischen Ehrenlegion ausgezeichnet. Nach der Thronbesteigung des Königs Maximilian II. Joseph am 31. März 1848 wurde Hartmann zum Flügeladjutanten ernannt und zum Oberst befördert. Ab 19. Juni 1849 zum Generalmajor befördert war er Brigadier der 2. Infanterie-Division. Am 19. März 1852 wieder Flügeladjutant des Königs wurde er gemäß Signat des Königs am 3. November 1854 in das französische Lager bei Boulogne-sur-Mer entsandt, wo er kurz darauf das Großoffizierskreuz der Ehrenlegien erhielt. Nach der Umgliederung der Bayerischen Armee zum 1. September 1855 behielt er das Kommando über die 3. Infanterie-Brigade der 2. Armee-Division und sammelte im September 1858 bei größeren Übungen mit gemischten Waffengattungen Erfahrungen im Gefecht der verbundenen Waffen.
Am 23. Februar 1861 wurde Hartmann zum Generalleutnant befördert und zum Generalkommandanten von Würzburg ernannt. Im Krieg 1866 hatte er das Kommando über die 4. Infanterie-Division, mit der er am 4. Juli 1866 selbständig das Gefecht bei Roßdorf gegen die preußischen Truppen des Generals Karl von Wrangel lieferte, dessen Ausgang für ihn allerdings wenig glücklich war. Am 27. Juli war Hartmann bei der Beschießung von Würzburg beteiligt und lieferte tags zuvor bei den Hettstadter Höhen ein Reitergefecht. Im Gefecht bei Roßdorf zeichnete er sich dennoch durch Klugheit, Mut und Entschlossenheit zum Vorteile der eigenen Truppe aus, so dass er nach einstimmigen Beschluss des Ordenskapitel mit Armeebefehl vom 20. August 1866 das Ritterkreuz des Militär-Max-Joseph-Ordens erhielt. Am 28. April 1867 wurde er zum Inhaber des 14. Infanterie-Regiments „vacant Zandt“ ernannt und am 8. Januar 1869 zum General der Infanterie befördert.
Während des Deutsch-Französischen Krieges führte Hartmann das II. Armee-Korps. Am 4. August 1870 erstürmte er Weißenburg und veranlasste zwei Tage später durch sein energisches Vorgehen auf dem rechten Flügel den Beginn der vom Oberkommando erst für den nächsten Tag beabsichtigten Schlacht bei Wörth. Am 14. August zwang Hartmann die Festung Marsal zur Übergabe. Für seine militärischen Verdienste bei den Schlachten bei Weißenburg und Wörth wurde er gemäß Armeebefehl vom 11. Oktober 1870 mit dem Kommandeurkreuz des Militär-Max-Joseph-Ordens ausgezeichnet. An der Schlacht bei Sedan am 1. September hatte er einen wichtigen Anteil. Zwischen dem 16. und 19. September errang er bei den Schlachten von Corbeil, Bourg-la-Reine und Petit-Bicètre die ersten Erfolge vor Paris. Er eroberte danach im Gefecht von Châtillon das von General Ducrot verteidigte Plateau Moulin de la Tour.
Am 18. Oktober 1870 erhielt er für sein Verhalten zur Entlastung der preußischen 18. Infanterie-Brigade bei Plessis-Piquet und Moulin-de-la-Tour (19. September 1870) das Eiserne Kreuz I. Klasse. Mit Armeebefehl vom 22. Dezember 1870 wurde er für die Gefechte bei Plessis-Piquet und Moulin-de-la-Tour vor Paris schließlich mit dem Großkreuz des Militär-Max-Joseph-Ordens gewürdigt. Nachdem König Ludwig II. ihn am 5. Juli 1871 in den erblichen Freiherrnstand erhoben hatte (Immatrikulation in die Freiherrnklasse der Bayerischen Adelsmatrikel am 10. August 1871), nahm er am 16. Juli 1871 an dem feierlichen Einzug der siegreichen bayerischen Truppen in München teil. Hartmann, nach der Armeereform nunmehr Kommandierender General des II. Armee-Korps in Würzburg, erhielt am 1. März 1872 den Orden Pour le Mérite.

## Familie
Hartmann heiratete am 28. Juni 1824 in München Rosalie Sophie von Kraft (1805–1867). Das Paar hatte mehrere Kinder:
- Hermann (1838–1912), bayerischer Generalmajor[1][2] ⚭ 1879 Magdalene von Nimptsch (1854–1930), Stieftochter des preußischen Generalfeldmarschalls Walter von Loë
- Henriette (1825–1878) ⚭ 1845 (Scheidung) Hippolyt von Bothmer (1812–1891), kaiserlicher Konsul in Sarajevo
- Caroline (1828–1864) ⚭ 1856 Camil von und zu Egloffstein († 1868), Oberst a. D.
- Marie (1831–1864) ⚭ Wilhelm Volrath August von Treuenfels (1821–1900), Herr auf Möllenbeck

## Ehrungen

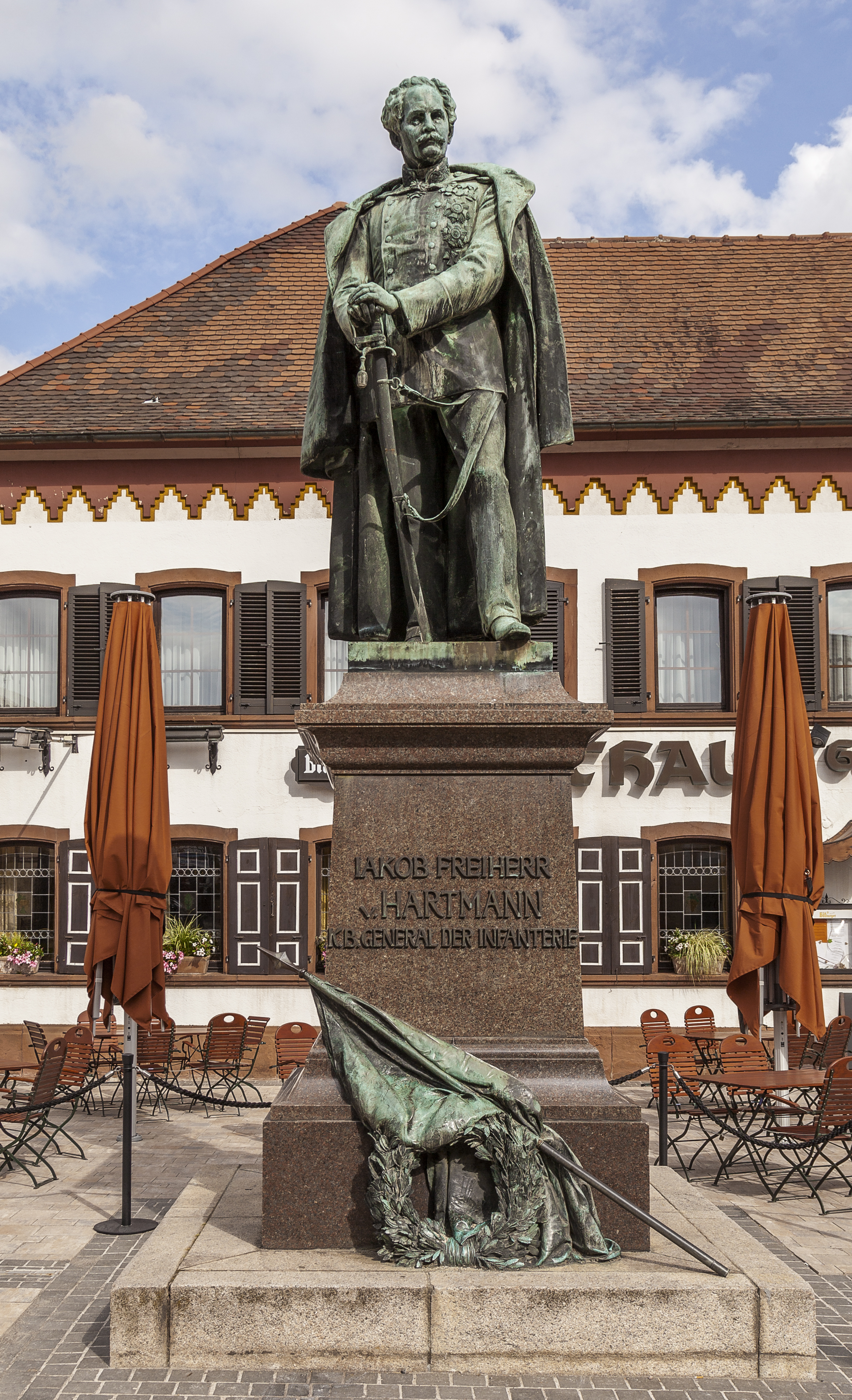
Das Hartmanndenkmal in Maikammer

### Auszeichnungen
- Orden des Heiligen Wladimir, Ritterkreuz IV. Klasse (30. August 1838)
- Orden der Württembergischen Krone, Kommenturkreuz (1846)
- Guelphen-Orden, Ritterkreuz (1846/47)
- Verdienstorden der Bayerischen Krone, Ritterkreuz (31. Januar 1854)
- Erlöser-Orden, Großkomturkreuz (21. April 1859)
- Orden vom Heiligen Michael (Bayern-Kurköln), Komturkreuz (1. Januar 1860)
- Grossherzoglich Hessischer Philipps-Orden, Großkreuz (5. Oktober 1862)
- Ludwigsorden (Bayern), Ehrenkreuz am 16. März 1865
- Herzoglich Sachsen-Ernestinischer Hausorden, Großkreuz mit Schwertern (8. Januar 1869)
- Militärverdienstorden (Bayern), Großkreuz (18. Oktober 1870)
- Königlicher Kronen-Orden (Preußen) I. Klasse mit Emailleband des Roten Adlerordens und mit Schwertern am 16. Juni 1871

### Weitere
- Hartmannstraße in München und Würzburg[3]
- Abbildung auf dem Ölgemälde General von Hartmann und Sohn Hermann von Franz von Lenbach, 1870
- Abbildung auf dem Ölgemälde Die Proklamierung des deutschen Kaiserreiches (18. Januar 1871) von Anton von Werner, 1882
- Hartmannmedaillon am Münchner Friedensdenkmal, 1899
- Hartmanndenkmal in Maikammer, errichtet 1900 von Ferdinand von Miller d. J.[4]

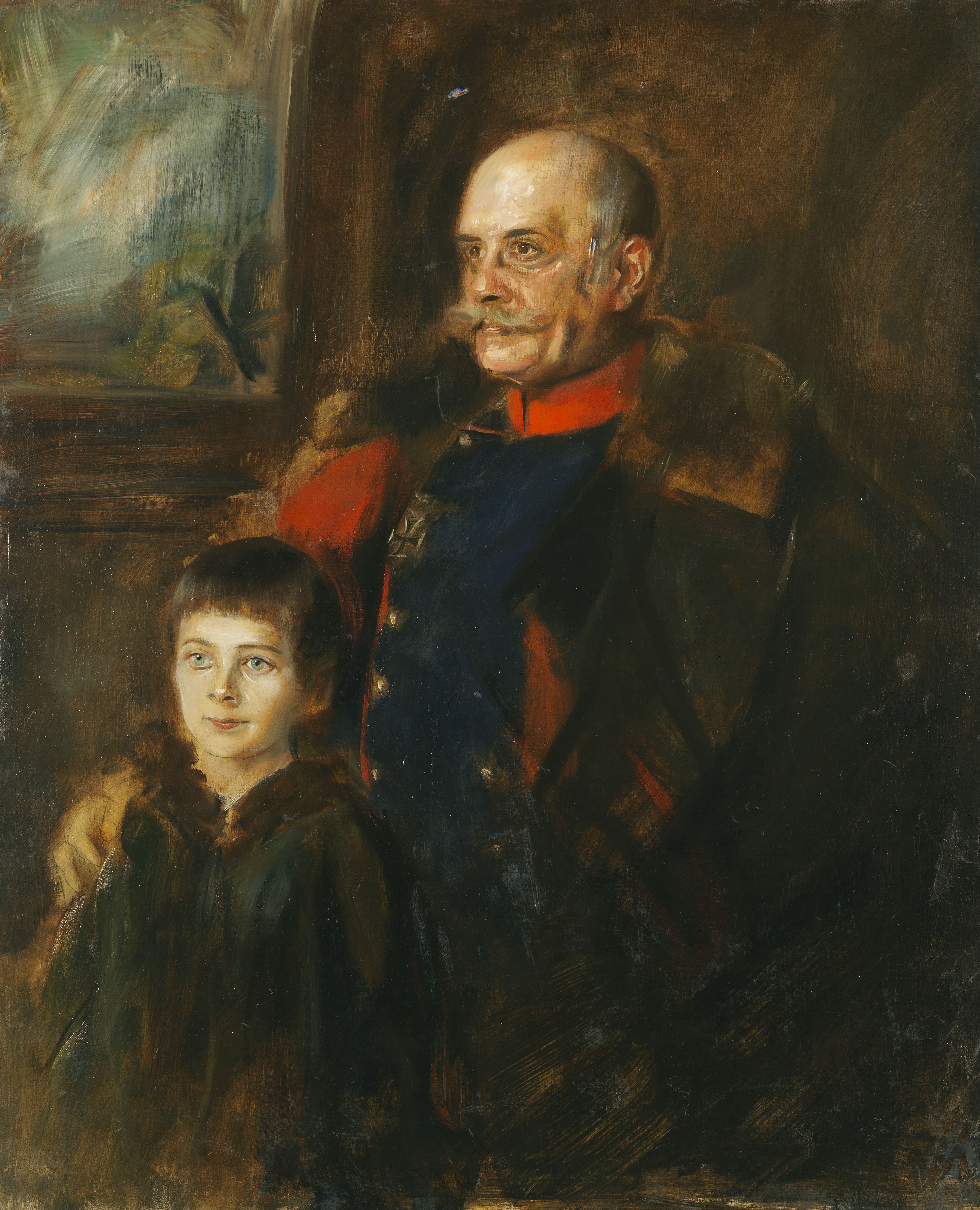
Abbildung auf dem Lenbach-Gemälde
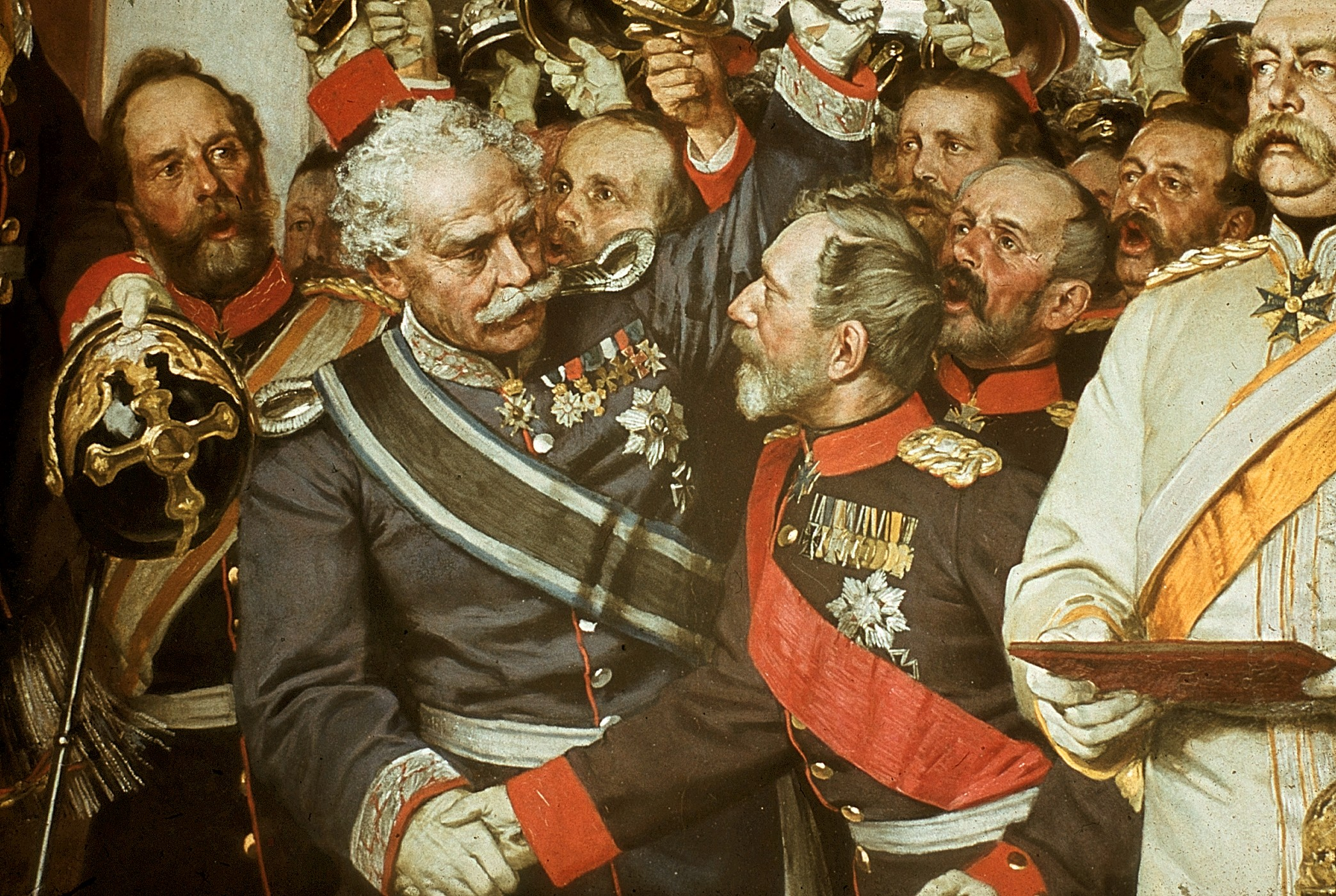
Abbildung auf dem Werner-Gemälde
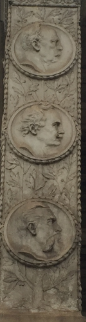
Hartmannmedaillon in München